# 邊荒傳說
《邊荒傳說》是香港作家黃易所寫的武俠小說作品，以五胡亂華中淝水之戰後的時代為背景，期為自己一系列武俠小說來龍去脈做總結。本書2001年－2005年由香港黃易出版社出版（共四十五冊）；2007年臺灣由時報出版社出版（共十五冊），2015年臺灣由蓋亞文化重新推出完整版（共十五卷）。三位主角分別為燕飛、劉裕和拓跋珪。部分角色及情節在黃易其後作品（如《日月當空》）中出現。

## 故事內容
五胡亂華之際，在淮水和泗水之間，有一大片縱橫數百里，布滿廢墟的無人地帶，南方漢人稱之為「邊荒」，北方胡人稱為「甌脫」，而位於此區核心處的邊荒集，卻是當世最興旺也是最危險的地方。

### 第一卷 ～ 第四卷
- 淝水之戰

大秦天王苻堅統一北方後，舉兵南侵東晉，先奪得邊荒集，南方晉朝派北府兵統帥謝玄出戰。謝玄先棄走壽陽，而桓沖在另一邊牽制著苻堅大軍。
謝玄事前派手下劉裕到邊荒集策反之前投降給苻堅的晉將朱序，期間遇上來自邊荒集的燕飛，二人惺惺相惜。為策反朱序，燕飛劉裕二人潛入已被秦軍攻佔的邊荒集。而鮮卑族的慕容垂則派拓跋珪到南方以玉璽通知謝玄有心叛變苻堅。拓跋珪是燕飛從小一同長大的好友，最後聯同燕飛劉裕，成功在邊荒集避過秦軍耳目，接觸到朱序，成功策反。
策反成功後，劉裕返回北府兵營旅，並向晉軍匯報秦軍行蹤，成功令晉軍在洛澗大敗秦將梁成的先頭部隊，逼使苻堅只能決戰淝水。淝水之戰前，謝玄先派劉裕扮作擾敵，把泥石包堆在河上，堆高河床。淝水之戰時，則要求苻堅大軍後退以便交戰。謝玄在秦軍後退時則以重騎突襲苻堅，同時朱序則大喊「苻堅敗了」，使苻堅要求大軍軍陣渙散，潰不成軍。
淝水之戰後，姚萇和慕容垂先後背叛苻堅。謝玄領輕騎前往邊荒集，與慕容垂相遇，二人交手不分勝負，但謝玄卻身受內傷。拓跋珪、燕飛離開邊荒集後，拓跋珪返回塞外拓跋族老巢統領族人東山再起，而燕飛則無意中取得太乙教的『丹劫』，之後燕飛被逍遙教教主任遙，及假扮丹王安世清女兒安玉晴的逍遙帝后任青媞所害，險些喪命，但燕飛危急之時服食『丹劫』，最後被謝玄所救，之後不但逃過一劫，而且武功比以前更強。

### 第五卷 ～ 第十二卷
- 第一次邊荒集之戰

淝水之戰後，邊荒集成為各方必爭之地，謝玄叔謝安委託燕飛、劉裕爭取邊荒集的控制權。謝安的乾女，建康名妓紀千千，以及邊荒集風媒高彥亦與二人一同來到邊荒集。此時，各方勢力均派重將到邊荒集以幫會形式開拓勢力，而天師道教主孫恩、逍遙教教主任遙、兩湖幫幫主聶天還和後燕的慕容垂暗中結盟，打算派聯軍攻打邊荒集，各大勢力在戰前已暗中滲入邊荒集，令邊荒集內一時敵友難分。
慕容垂的秘密盟友匈奴幫的赫連勃勃在戰爭前來到邊荒集，先偽裝花妖，在邊荒集姦殺羯幫幫主長哈力行的女兒游瑩，成功令長哈力行離開邊荒集，瓦解羯幫，亦令邊荒集人心惶惶，豈料真花妖剛巧在邊荒集，更出來作案向冒充自己的赫連勃勃示威，這反而令荒民團結起來對付花妖。花妖被擒殺後，赫連勃勃又放出流言指拓跋族的飛馬會是慕容垂的走狗，令荒民互相猜忌。
背後有謝安政敵桓玄支持的振荊會屠奉三突然現身邊荒集，劉裕故意單獨離開邊荒集引屠奉三來追殺，以分散振荊會在邊荒集的力量，但屠奉三將劉裕離開邊荒集的消息外洩給任遙，借刀殺人。任遙、任青媞追殺劉裕之際，孫恩突然襲擊任遙，結果任遙被孫恩所殺，劉裕反被任青媞所救。之後任青媞為向孫恩報仇，與劉裕達成秘密協議，表示因任遙已派任青媞姊曼妙夫人入宮為妃，迷惑晉帝司馬曜，她會利用曼妙夫人的影響力，助劉裕成為北府兵統帥，另外，任青媞亦將早前從太乙教取得的道家寶玉「洞極三佩」中的心佩，交予劉裕代為保管。任青媞將任遙被孫恩所殺的消息，告之一直暗地效忠任遙的邊荒集說書人卓狂生，卓狂生因任遙之死而決意保衛邊荒集，透露一切所知，另兩名邊荒集內奸姬別和紅子春亦重新支持邊荒集，而燕飛等發現赫連勃勃及兩湖幫副幫主郝長亨是慕容垂及孫恩在邊荒集的內應，早前與赫連勃勃結盟的屠奉三，亦不再信任赫連勃勃，使赫連勃勃及郝長亨功虧一簣。
赫連勃勃企圖在慕容垂來到前先攻陷邊荒集，扮作從北面進攻，實則以西面騎兵分西北、西、西南三線進攻，以配合邊荒集內『小建康』衝出來突襲邊荒集中心古鐘樓的匈奴軍和北面進攻的戰士。攻向古鐘樓的匈奴軍被羌幫當家呼雷方的部隊打回『小建康』，西線北端第一輪的攻勢被飛馬會的拓跋儀摧毀，呼雷方和顏闖軍在攻陷『小建康』後，趕向北門以圖圍魏救趙，姬別和紅子春所領的戰士則支援西面屠奉三副手陰奇所領的振荊會人馬，鮮卑幫慕容戰、大江幫程蒼古和費正昌的戰士則趕往南門摧毀西面南線攻來的軍隊。而本來希望在北方夾擊赫連勃勃的大江幫主江海流女兒江文清，則遇黃河軍水師，遂唯有攻擊黃河軍水師。屠奉三從內奸博驚雷口中得悉郝長亨暗中勾結慕容垂的底細，遂伏擊郝長亨軍，使兩湖幫在邊荒集的勢力無法配合赫連勃勃攻打邊荒集。後來紀千千在古鐘樓說服邊荒集的夜窩族，夜窩族配合邊荒各大勢力抵攻赫連勃勃軍隊，西面開放城門以街戰大挫西線軍隊，結果以赫連勃勃大敗告終。
慕容垂大軍希望越過巫女丘原直達邊荒集，因高彥事先發現讓其橫越巫女河的大批木筏，而遭到聶天還的徒弟尹清雅毒手，最後大難不死。另一方面孫恩大軍穿過大別山，偷進邊荒，然後分作多路進軍。在大江幫內奸胡叫天相助下，聶天還帶領的兩湖幫部隊在穎水擊潰北上支援邊荒集的大江幫水軍，幫主江海流身亡。大軍封鎖邊荒集，荒民再無法離開。
赫連勃勃軍失敗後，邊荒各大勢力隨即準備防禦慕容垂、孫恩和聶天還聯軍，並共推紀千千為邊荒集全軍統帥。屠奉三在邊荒外一隱蔽小谷埋下伏兵，並邀請慕容戰部隊加入。江文清亦領大江幫大軍北上伏擊協助慕容垂部隊南侵的黃河幫水師，以延誤北面慕容垂的行軍速度，讓其他人能夠專心擊破南面孫恩和聶天還聯軍。聶天還殺死江海流後，認為目的已達，加上知道任遙死訊後令他對孫恩失去信任，決定兩湖幫退出邊荒集之戰，返回南方專心拓展水路業務。
慕容垂明白水路的危險，帶同重將宗政良改由陸路行軍，而江文清等硬攻黃河幫船隻，爭奪水道，大敗而回，大江幫主將直破天被慕容垂射殺。紀千千在鐘樓集體掩燈，希望令孫恩徒弟徐道覆警惕，不會強攻邊荒集，又讓燕飛帶運糧隊到屠奉三、慕容戰的小谷中，讓徐道覆曉得小谷可成為荒人戰敗後的集合處，引徐道覆來攻小谷，以圖與屠奉三、慕容戰裡應外合。徐道覆看穿這戰略，決定派軍在邊荒集和小谷間設置木寨，截斷邊荒集的後路和兩地的聯繫。慕容戰起兵把建築木寨的木材燒掉，延誤敵方建木寨的時間。燕飛單挑孫恩，以免孫恩會暗殺其他邊荒重將，但因功力不及而慘敗重傷，幸任青媞向孫恩偷襲，孫恩未能向燕飛補上致命一掌，燕飛更被孫恩敵人彌勒教的尼惠暉擄走，尼惠暉見燕飛已無氣息，認為他已死去而將他埋葬，怎料燕飛只是假死，後來破土而出，不但內傷痊癒，而且功力增進。
慕容垂在擊敗大江幫水師後，命令黃河幫幫主鐵士心拆去木筏，並加建欄河大木柵，以穎水淹灌邊荒集。這策略被邊荒集多人察覺，並決定加建防水線。江文清和陰奇明知事不可能，仍堅持不斷嘗試搶佔穎水上游的控制權，以免水灌兵荒，失敗。
邊荒集聯軍與慕容垂和孫恩的圍集軍激戰三天三夜後，敵人仍然沒法攻入邊荒集中心夜窩子，而小谷則在第二日失守，屠奉三、慕容戰逃往邊荒集與眾人共同進退。慕容垂放水灌邊荒集，破去穎水西岸的陣地，接著又抽乾河水，慕容垂以一萬步軍渡過乾涸的穎河，孫恩亦出現多番重創邊荒集聯軍重將，邊荒集正式失守，顏闖、夏侯亭死亡。
在紀千千的佈置下，約有四千荒民騎著數以萬計受到驚嚇而亂奔的火牛衝出重圍，屠奉三、慕容戰、拓跋儀等人成功逃離邊荒集，但紀千千則堅守夜窩子，使敵人無法追擊逃走的荒民。剩下沒有逃走或沒法逃走的六千多個荒民在紀千千與孫恩等據理力爭後，亦留下性命，被迫留在邊荒集為孫恩聯軍建城。最後，紀千千與婢女小詩被慕容垂擄走。

### 第十二卷 ～ 第十五卷
- 第一次反攻邊荒集

慕容垂強擄紀千千主僕北歸，留下鐵士心、宗政良留守邊荒集。再次大難不死的燕飛，匯合逃出邊荒集的各路戰士，打算救出紀千千，而慕容垂亦計劃以紀千千為餌，引邊荒戰士落入伏兵中，一併擊破，卻因燕飛能與紀千千心靈相通，紀千千成功通知燕飛慕容垂的陷阱，令慕容垂無法得逞。最後邊荒聯軍差點救出紀千千，但因紀千千不願拋棄小詩而不願逃走，拯救失敗。邊荒聯軍見一時無法救出紀千千，決定先反攻邊荒集。
同一時間，晉帝司馬曜之弟司馬道子意圖收復邊荒集，以水師封鎖穎水。桓玄與聶天還結盟，大舉進攻邊荒集，令一向支持桓家的屠奉三不滿，決定繼續支持其他荒民反攻邊荒。桓玄派出重將杨佺期出戰，而聶天還則突破司馬道子的建康水師封鎖線親自督戰，建康水師亦因而全軍覆沒。荒民聯軍在集外多番作出騷擾性的進攻，實則是以圖掩護部份荒民聯軍從穎水秘道進內邊荒集。進入了邊荒集的聯軍與被俘的荒民聯繫上，並從集外經秘道把武器運送至集內荒民處，又嘗試製作鎖匙解開集內荒民的腳鐐。
鐵士心、宗政良察覺集外荒民可能已暗中潛入邊荒集，於是把被俘為奴的邊荒集第一樓主廚龐義帶到古鐘樓頂部並準備虐待他，以逼眾人現身，燕飛躲在鐘樓暗格中，把鐵士心暗殺，又殺上鐘樓頂部救回龐義，同時聯絡北面拓跋儀、姬別軍，兵逼穎水，把大量木筏推至河道假裝渡河，把一眾小建康的敵人引至河邊，其後小建康的邊荒奴隸在慕容戰帶領下加以反擊，集內黃河幫及燕軍立即陣腳大亂，之後拓跋儀軍亦渡河夾擊，把黃河幫破浪戰船佔領。大軍把宗政良的燕軍趕離邊荒集。另外，天師軍的孫恩、盧循在攻下邊荒集後相繼離開，留下徐道覆統領邊荒集的天師軍。徐道覆得知鐵士心、宗政良已改為與桓玄及聶天還合作，天師軍在邊荒集處於孤立，知事不可為，遂任由荒民攻擊黃河幫及燕軍，自己反而領天師軍退出邊荒集，之後亦順途突襲聶天還的兩湖幫部隊，把儲糧用的木寨燒掉。
另一方面，劉裕逃過任遙及孫恩追殺後，輾轉返回廣陵途中，巧遇心上人王淡真，亦聞邊荒集失守及謝安病逝，心灰意冷的他本欲與王淡真私奔，但被謝玄勸止。謝玄派劉裕與大江幫江文清一同反攻邊荒，他們利用穎水隱蔽的支流，率領水軍截斷兩湖幫及楊佺期所領的荊州軍糧道，又大破胡叫天封鎖穎口的船隊。趁天師軍突擊聶天還後，與邊荒集派出的破浪戰船前後夾擊聶天還，聶天還大敗而回。
此時，威脅邊荒集的只餘杨佺期的荊州軍，屠奉三親自說服杨佺期退兵，荒民終光復邊荒集。
- 北方形勢

慕容垂離開邊荒後，趁苻堅在關中與其他叛將混戰的情況下，派兵攻下洛陽，自己則留守滎陽，等待關中地區更趨混亂才起兵關中以至長安。邊荒集被荒民收復後，燕飛與龐義高彥北上欲救紀千千，但因慕容垂的後燕勢力日益壯大，輾轉來到關外拓跋族的根據地盛樂，尋求拓跋珪幫助。燕飛等目睹拓跋珪以少數兵力擊退慕容垂兒子慕容詳，攻佔平城、雁門。及後燕飛與拓跋珪協議，燕飛返回邊荒集組織荒民，協助拓跋珪夾擊慕容垂。燕飛等離開平城後，隨即被彌勒教的尼惠暉追殺，燕飛與龐義高彥分開逃走後，來到早前被彌勒教襲擊破壞的太乙教總壇，卻遇上丹王安世清，兩人發生衝突兩敗俱傷，但最終兩人合力避過尼惠暉的追蹤，燕飛更利用體內的『丹劫』為安世清化解體內多年的『丹毒』。
- 南方形勢

謝安、謝玄相繼逝世後，北府兵內劉牢之、何謙爭權，晉帝司馬曜在曼妙夫人慫恿下，重用王淡真父王恭和殷仲堪以牽制司馬道子，南方變成了司馬道子的建康軍、王恭的京口軍、北府兵、桓玄的荊州軍、殷仲堪的江陵軍和杨佺期的襄陽軍六大勢力。殷仲堪和杨佺期來往甚密，而王恭則希望通過殷仲堪與桓玄交好，以牽制司馬道子。北府兵劉牢之一系支持王恭，而何謙一系則支持司馬道子。桓玄謀士侯亮生認為王恭無法對付司馬道子，決定等待兩虎相爭，待王恭失敗後才出來收殘局。劉裕從太乙教奉善得知司馬道子黨羽王國寶迎接南下而來的彌勒教竺法慶，並安排彌勒教美女楚無暇入宮為妃，威脅曼妙夫人地位。因謝安、謝玄生前已視彌勒教為大敵，劉裕決定與奉善合作，籍自己在邊荒集的影響力阻止彌勒教勢力南下。任青媞得知此事後，認為好色的司馬曜一定貪新厭舊，曼妙夫人的影響力勢被楚無瑕取代，為阻止彌勒教干涉朝政，決定弒殺司馬曜。

### 第十六卷 ～ 第十九卷
- 第二次邊荒集之戰

奉善被彌勒教所殺，屍體被掛在邊荒集東方大門上，屬大江幫控制範圍，明顯是試探荒民反應。劉裕及大江幫希望聯結邊荒集眾人團結反抗竺法慶，但邊荒集其他勢力卻認為這貌似是劉裕及大江幫與彌勒教的私怨而已，又因有一些攻擊劉裕和大江幫的流言，令鐘樓議會取消，幸高彥和龐義及時回來，把北方形勢告訴眾人，眾人得知邊荒集公敵赫連勃勃是彌勒教教主竺法慶的大弟子，估計奉善是被赫連勃勃所殺，才令眾人再次團結。
燕飛冒險進入滎陽成功接觸到紀千千，但因慕容垂派人嚴密看守而決定不將紀千千勉強救出，只運功治愈紀千千因與燕飛心靈互通而造成的耗損。燕飛亦偷聽到慕容垂與尼惠暉對話，得知彌勒教早與慕容垂勾結。燕飛離開滎陽後，發現竺法慶殺害太乙教教主江凌虛，太乙教瓦解。燕飛南下邊荒集途中，發現安世清之女安玉晴被赫連勃勃等彌勒教高手禁錮在馬車上，欲出手相救時，遇上從邊荒集出來追蹤彌勒教行蹤的劉裕。二人見到後秦太子姚興與赫連勃勃一行彌勒教人接觸，偷聽到原來姚興已與慕容垂、司馬道子和彌勒教聯成一氣打算攻打邊荒集。之後燕飛與劉裕二人合力救出安玉晴，得知「洞極三佩」中的天佩及地佩已落入竺法慶之手，劉裕手中的心佩是竺法慶追尋目標。由於姚興對邊荒集鐘樓會議的商討內容一清二楚，燕飛劉裕猜到與姚興同屬羌族的呼雷方是內奸。燕飛劉裕返回邊荒集後，在鐘樓議會與眾人說服呼雷方，又藉著呼雷方向敵人提供假訊息，希望對方會對西門和北門進攻。
劉裕將心佩交予燕飛，燕飛透過「洞極三佩」之間的感應，得知竺法慶已藏身在邊荒集中，後來更藉三佩感應發現了竺法慶藏身之處，得知他早已埋伏幾百人在邊荒集內，更偷聽到竺發慶和尼惠暉對話，知道敵方會從東門乘虛而入，了解到呼雷方仍然出賣他們。而姚興一萬兵會攻打碼頭區，二千建康軍南面攻打邊荒集，赫連勃勃二萬軍從北面陸路進攻，配合彌勒教在邊荒集內的數百伏兵，一舉打下邊荒集，而老奸巨猾的慕容垂不派兵參戰但肯定坐收漁人之利。
燕飛將聽到的情報告知邊荒眾人，眾人共推劉裕為今次邊荒集聯軍的統帥，劉裕安排屠奉三率領聯軍消滅集內彌勒教伏兵，但竺發慶和尼惠暉逃脫。劉裕認為彌勒教在集內的伏兵已除，但竺法慶和建康軍定會為私利不通知姚興他們的敗況，使姚興的軍隊繼續進攻，故他計劃讓呼雷方勸退姚興，而自己與江文清、燕飛、屠奉三、拓跋儀帶軍會從水路伏擊彌勒教退軍，並計劃一舉擒殺竺法慶及尼惠暉。慕容戰、紅子春、姬別則領軍從陸路伏擊建康軍退路。事實上他們錯估了形勢，慕容垂二萬伏軍從穎水西岸進軍，而姚興假裝被呼雷方勸服而退兵，實將兵將退到穎水對岸上游後配合慕容垂軍隊進攻，而南面進攻的建康軍多達一萬人而非二千人，江文清等大江幫水軍被建康軍打敗。燕飛終於明白他偷聽到竺法慶和尼惠暉的談話，是二人故意洩漏給他的假情報。最後邊荒集失守。
燕飛在邊荒集失守後，引竺法慶前來決鬥，因燕飛在治理安世清的丹毒後反而令其功力再進一步，而竺法慶卻輕看燕飛，結果竺法慶被燕飛斬殺。邊荒集失守後，眾人認為再沒有希望光復邊荒集，故各散東西，劉裕救出江文清後，到壽陽會見北府兵將領胡彬，拓跋儀回平城，宋悲風則帶同屠奉三、卓狂生等人到建康。燕飛把竺法慶的首級掛在邊荒集東門處，一時令彌勒教及王國寶一眾陣腳大亂，荒民則士氣大振，並燒毀佔領軍的糧倉，王國寶的軍隊被迫撤出邊荒集。
- 南方形勢

劉裕從胡彬口中了解新形勢後，著江文清往新娘河大江幫基地重整旗鼓，自己就來到建康。同時，燕飛殺掉竺法慶後，亦來到建康，見大批荒民被捕，更傳出司馬道子不日要處死被捕荒民。劉裕遇見任青媞，得知晉帝司馬曜已被曼妙夫人所弒，劉裕看出在司馬曜死後任青媞不看好北府兵，反而會去勾結勢力較大的桓玄，並有殺害劉裕取回心佩的意圖，結果劉裕與任青媞終止合作。劉裕與燕飛、宋悲風及屠奉三匯合，因彌勒教和任青媞都想取得心佩，宋悲風帶著心佩逃離建康。另外燕飛等決定活捉司馬道子之子司馬元顯以交換被俘的荒民。曼妙夫人弒君後匿藏在兩湖幫在江邊的貨船，司馬元顯率水兵攻打兩湖幫追捕曼妙夫人時，卻被郝長亨駕駛的快船「隠龍」成功突圍逃脫，燕飛等趁雙方混戰時擄走司馬元顯，而曼妙夫人亦被彌勒教楚無暇所殺。
燕飛聯絡上了司馬道子的黨羽菇千秋，協議換俘的細節，豈料菇千秋是天師道派來的奸細，並與徐道覆計劃破壞換俘計劃以挑起荒民與司馬道子衝突，幸燕飛悉破奸計，主動約見司馬道子，供出菇千秋，司馬道子亦認為司馬曜死後，他的首敵是桓玄及天師道而非劉裕及其他荒民，故願與燕飛合作。郝長亨欲擒殺司馬元顯失敗，司馬道子拘禁菇千秋後徐道覆見事敗撤走，結果燕飛等順利與司馬道子換俘，司馬道子更提供船隻糧食予荒民離開建康，雙方關係緩和。荒軍兵分兩路，一路由巫女丘原的荒軍準備反攻邊荒集，另一路在穎水硬撼兩湖幫。燕飛和劉裕回廣陵，希望打動劉牢之幫忙打擊兩湖幫，又聯絡揚州大商賈孔靖提供物資讓邊荒聯軍反攻邊荒集，可惜劉牢之支持的王恭在司馬曜死後已倒向桓玄，劉牢之暗中協助桓玄奪取邊荒集，不願協助邊荒聯軍，更因妒嫉劉裕，要劉裕立下軍令狀，劉裕不收復邊荒集不能回歸北府兵，但不可尋求其他北府兵協助，亦不許向孔靖要求支援，但最後孔靖仍秘密地支持劉裕反攻邊荒集。
司馬道子立司馬曜的智障兒子司馬德宗為新君，控制朝政。王恭為討好桓玄，將女兒王淡真嫁給桓玄為妾，劉裕往豫州欲救走王淡真，但她以家族存亡為先拒絕跟劉裕離開。桓玄以王國寶引進妖人入宮害死皇帝為由，聯結殷仲堪和王恭，打算起兵攻打建康。何謙本被司馬道子吩咐去攻打荒軍新娘河基地，後因司馬道子與劉裕緊張關係緩和而取消，何謙誘使劉裕加入己方陣營失敗，之後司馬道子以北府軍大統領職位為餌引何謙到建康，實下令王國寶在何謙到建康時將他殺掉，何謙被王國寶殺死後，司馬道子反以叛變為名殺王國寶。司馬道子此箸一石三鳥，既削弱了北府兵的力量，又令桓玄等因出師無名，又因幫助了劉牢之除去在北府兵中的最大對手，使他投向自己陣營，結果劉牢之投向司馬道子。
- 北方形勢

苻堅被姚萇所殺，姚萇與慕容沖爭奪關中控制權，而慕容垂則與姚萇結盟打擊慕容沖，以圖一統鮮卑慕容。慕容沖被部下所弒，慕容垂希望以引蛇出洞之計消滅慕容氏另一勢力慕容永，使他一統鮮卑慕容，更攜紀千千等出征。另一方面慕容垂又派兒子慕容寶以大軍攻擊拓跋珪。拓跋珪弟拓跋觚到滎陽打探慕容垂軍情，但失手被慕容垂擒殺。慕宮垂將拓跋觚首級送到拓跋珪處宣戰。
拓跋珪放棄平城和雁門，刺激慕容寶放棄穩打穩紮的戰略，直撲根據地盛樂。

### 第二十卷 ～ 第廿四卷
- 第二次反攻邊荒集

邊荒聯軍聚集在新娘河大江幫的基地，打算反攻邊荒集，江文青因屠奉三熟悉兩湖幫的戰術，決定將大江幫船隊的指揮權交予屠奉三。彌勒教因竺法慶之死而大亂，王國寶退兵，邊荒集由姚興和慕容垂兒子慕容麟掌控。
燕飛感應到孫恩再次追尋自己，恐怕影響反攻邊荒集的戰鬥，故離開新娘河基地主動挑戰孫恩。在與孫恩交手不分勝負後，燕飛感到懷箸心佩的宋悲風被尼惠暉追趕，故先擺脫孫恩去追蹤尼惠暉。燕飛在邊荒內一荒廢寺廟處見到尼惠暉，尼惠暉告之洞極三佩的淵源，原來三佩是開啟仙門的鑰匙，並因親眼目睹燕飛死而復生，認為他是有仙根之人，應有能力利用三佩開啟仙門。燕飛找到宋悲風收藏的心佩，再與尼惠暉的天地佩合一時，孫恩突然出現並與燕飛及尼惠暉激戰，打鬥中三佩意外合一，產生大爆炸，尼惠暉傷重死亡，孫恩重傷離去，燕飛亦受重傷，但看到往仙門之道。
劉牢之外甥何無忌是謝玄生前推薦給劉裕為可信的伙伴。他親自到新娘河，表示不滿舅父劉牢之所為，決定暗中配合劉裕荒軍行動，使領軍的郝長亨和桓玄堂弟桓偉以為劉牢之已和劉裕合作對付他們，最後兩湖軍和荊州軍進退失據，被荒軍大敗，奪得大量糧資，而劉裕一箭擊沉郝長亨的戰船隱龍，正是三佩合一產生大爆炸之時，於是傳出了火石天降，劉裕是真命天子的傳說。荒軍後來把水軍基地轉移到當初第一次反攻邊荒集所用的鳳凰湖。劉裕打聽到姚興和郝長亨買賣戰馬、糧食的情報，偽裝成兩湖幫與姚興接頭，奪得大量戰馬糧食。屠奉三到荊州，潛入桓玄謀士侯亮生府中打算將他刺殺，卻破壞了任青媞刺殺侯亮生的計劃。屠奉三卻發現侯亮生有背叛桓玄之心，成功將他策反。而劉裕到壽陽尋得胡彬相助，亦勸服何謙部下劉毅不要因何謙之死向劉牢之報復，反而要協助他完成收復邊荒集任務。
燕飛發現赫連勃勃暗通西秦的乞伏國仁，知道他只是表面投靠姚興，後來燕飛亦得知姚興和慕容麟認為竺發慶死後彌勒教土崩瓦解，赫連勃勃已沒有利用價值，加上關中及平城戰事吃緊，姚興及慕容麟有意放棄赫連勃勃，退兵離開邊荒集。燕飛將二人想法告訴赫連勃勃，赫連勃勃決定與燕飛合作。姚興等本計劃待荒軍進攻時，以主力迎戰，若見情況不利便退往邊荒集實行焦土政策，同時以奇兵突擊後防空虛的鳳凰湖。精通氣象的紅子春預測邊荒將有大雨及大霧出現，劉裕希望利用大霧掩飾邊荒軍數目及行軍，以主力牽制主力，以高手集團把鐘樓奪下，並在大霧下消滅餘軍。姚興得到內奸告知劉裕的戰略，把防禦線擴大至集外，又在古鐘樓四周加建壁壘。
燕飛偷進邊荒集，奪得羌人的迷香盜日瘋，更除去火器西瓜皮炮的引信，之後發現原來姚興已在邊荒集佈置大量防禦武器，故潛回穎水東岸告知邊荒軍。慕容戰率領五千軍佔領鎮荒崗，引得敵方試探性攻擊，同時陰奇亦布置水師於穎水東岸，繞住敵方伏兵的北面，而拓跋儀亦在穎水東岸設於奇兵，假裝逃走，引敵來攻，然後聯同陰奇而水陸兩邊消滅伏兵。在大雨及大霧的情況下，江文清率水師逆水大破穎水東岸的箭樓和攔河木柵，切斷穎水兩岸的聯繫，再佔領東岸，從東岸狂攻西岸防線，順流而下，登岸攻擊小建康。慕容戰等集中攻擊南北兩邊碼頭區。燕飛率領高手團佔領古鐘樓，並響鐘和吹奏羌軍撤退的號角聲，癱瘓守軍指揮，令其空有強大防守裝備而無用。在守軍指揮失靈，軍心惶惶之際，慕容戰乘勢攻進南門，長驅而入，拓跋儀部隊在水軍運送下強攻小建康。在四方八面的攻勢下，邊荒集終告失守，荒人重奪邊荒集。
司馬道子指示劉牢之背叛王恭，王恭最後被劉牢之所殺。在荊州的王淡真得知父親王恭被殺，自殺身亡。司馬道子假皇帝之名下達罪己詔，將弒君等所有罪名推落已死的王國寶身上，桓玄出師無名只好退兵。司馬道子之後為分化桓玄勢力，任桓玄為江州刺史，殷仲堪為廣州刺史，杨佺期為雍州刺史。後來殷仲堪上書朝廷，成為荊州刺史。另外司馬道子又任命劉牢之為北府兵大統領，卻以謝安之子謝琰為兗州刺史，以免劉牢之不受控制。
孫恩攻佔了大島翁州，趁司馬曜死後桓玄起兵時，舉兵進攻會稽。

### 第廿四卷 ～ 第三十一卷
- 南方形勢

孫恩的天師軍進兵會稽。守將王凝之身亡，孫恩為令燕飛前來決鬥，將王凝之之妻，謝玄之姊謝道蘊擊至重傷。謝琰、劉牢之決定聯兵攻打天師軍。　　
荒人奪回邊荒集後，劉裕打算回到廣陵歸隊北府兵，而劉裕為真命天子的說法已在南方廣傳，燕飛恐劉裕因此惹來殺身之禍，於是助劉裕將體內真氣由後天轉為先天，令劉裕功力短期內大進，足以抗禦任何高手暗算。劉裕返回廣陵途中，分別遇到轉投聶天還的任青媞和司馬道子手下陳公公襲擊，均因劉裕功力大進而無功而退，任青媞更因此認定了劉裕確是真命天子，反過來表示願意成為劉裕在聶天還身邊的內應，協助劉裕成就大業。劉裕回到廣陵，劉牢之表面對劉裕讚賞，命他當鹽城太守以消滅為患當地的海盜焦烈武。事實上上任鹽城太守王式被焦烈武所殺，鹽城只餘數百殘兵，劉牢之欲借焦烈武之手消滅劉裕。劉裕在前往鹽城途中，在海上救起逃出鹽城後被焦烈武截擊的世家公子，東晉開國功臣王導之曾孫王弘，進一步得知鹽城情況十分危殆。
劉裕智擒焦烈武的左右手兼寵妾方玲，並連同她的沙船一同帶入鹽城，並成功激起當地軍民士氣。劉裕利用方玲引誘焦烈武率大軍登岸攻城，令焦烈武失去在海上來去如風的優勢，又利用方玲的沙船在岸邊佈下陷阱，令登陸的海盜死傷慘重。劉裕此時單挑焦烈武，將他殺死，鹽城守軍士氣大振，在劉裕帶領下大破人心已散渙的海盜軍。
劉裕深知他大破焦烈武同時破壞劉牢之借刀殺人之計，劉牢之定會再派人來鹽城追殺他，故劉裕主動要求離開鹽城太守府，到焦烈武以前的老巢墳州居住及修練劍術，以令來襲的敵人失卻地利。司馬道子派建康水軍進攻墳州，劉裕智退敵後，改變想法決定前往建康，希望得謝琰任命反攻天師軍，途中被司馬道子派出的陳公公截擊陷於下風，剛巧桓玄麾下的乾歸刺殺團亦出現刺殺劉裕，劉裕利用陳公公與乾歸刺殺團之間的猜忌突圍而逃，又巧施誤導之計，最後成功脫身。劉裕之後遇到宋悲風及王弘，一同到建康，並與宋悲風一同進謝府見謝琰，但謝琰要求劉裕暗殺劉牢之，劉裕拒絕，並向謝琰陳明暗殺劉牢之的害處，謝琰不聽劉裕分析，兩人決裂。劉裕透過司馬元顯找司馬道子談判，指出劉牢之的威脅，與司馬道子成功和解。後來劉牢之以私吞焦烈武財產為由捉拿劉裕，亦得司馬道子幫助而無罪釋放。
得到侯亮生相助，屠奉三與杨佺期會面，冀望可說服對方和殷仲堪背叛桓玄，惜殷仲堪猶豫不決，遲遲不肯答應。侯亮生得知任青媞單獨面見桓玄，誤以為任青媞會告知桓玄自己勾結屠奉三一事，命令心腹手下蒯恩離開江陵並通知屠奉三他的死訊，之後服毒自殺身亡。蒯恩後來到建康投靠劉裕。
為振興邊荒集經濟，荒人舉辦「邊荒旅行團」，招待各地有意到邊荒一遊的人仕來到邊荒。因高彥追求小白雁尹清雅開罪了她的師父聶天還，荒人怕聶天還派人借參加旅行團滲入邊荒刺殺高彥，故對旅行團客人作仔細調查及看管，但仍阻止不到殺手向高彥下毒，幸高彥之前曾被燕飛輸入真氣助其療傷，高彥體內的燕飛真氣助他抗毒保命。荒人從另一旅行團客人劉穆之得知，下毒者是巴蜀大族譙氏的領袖譙縱之女譙嫩玉，而她的丈夫就是桓玄旗下首席刺客乾歸，故推斷桓玄和譙縱已結成盟友。
邊荒旅行團成員劉穆之及王鎮惡被邊荒集吸引，亦因了解劉裕的事蹟而認為他是真命天子，故決定留在邊荒集。荒人亦欣賞二人的才華，邀請二人參予鐘樓會議。
屠奉三來到建康，與劉裕、宋悲風、司馬元顯決定聯手先去解決乾歸，卻在追蹤乾歸時，發現任青媞現身建康，司馬道子猜到任青媞成為桓玄的密使，來建康見劉牢之，司馬道子對劉牢之戒心大起。
天師軍盧循現身建康刺殺劉裕失敗，卻被誤以為盧循欲行刺司馬元顯而劉裕捨身相救，令司馬道子對劉裕增加信任。
劉裕透過王弘，密會見了毛修之、諸葛長民、郗僧施、朱齡石和檀道濟五名世家公子，開始集結建康高門的勢力。乾歸計劃趁劉裕密會世家公子時刺殺劉裕，卻因任青媞早前向劉裕洩露他的計劃，反而乾歸在刺殺劉裕時中了劉裕、屠奉三、宋悲風等的佈局，被反刺殺身亡。劉裕等從乾歸的行刺計劃得知，有「清談女王」之稱的建康名妓李淑莊，暗中與乾歸勾結。
- 北方形勢

慕容垂抵鄴城而不攻，引得慕容永把駐守台壁的軍隊調往長子。慕容垂捨鄴城而直取台壁，一路裝出佯攻台壁的姿態，當慕容永的援軍匆匆趕往台壁之際，埋伏在長子往台壁的路途上的慕容垂伏兵一舉把慕容永軍擊破。慕容垂攻破長子。
拓跋珪燒掉盛樂，大軍駐於盛樂北面千里外的敕勒草原，讓慕容寶以為他急於徹離，疏於防範。邊荒集光復後，燕飛北上找拓跋珪，途中遇見北方漢人大族清河崔氏的領袖崔宏，燕飛協助崔宏成為拓跋珪謀士。拓跋珪待慕容寶來到盛樂，又派兩千精銳不斷騷擾慕容寶軍，並透過崔宏散播謠言，指慕容垂被慕容永打敗，命懸一線，使慕容寶急於回去，捨水路而走陸路。
拓跋珪在慕容寶回去時消滅了他退兵的押後軍，使慕容寶大軍人心惶惶，連夜趕路。後來慕容寶得悉慕容垂無礙，決定於參合陂設埋伏反攻拓跋珪，被拓跋珪看破。拓跋珪像趕羊般不斷騷擾慕容寶大軍，使其急於趕路，在到了參合陂，慕容寶大軍鬆懈之際，大舉突擊慕容寶大軍，結果參合陂之戰拓跋軍大勝。拓跋珪派燕飛追殺突圍而逃的慕容寶，燕飛未能成功，但其實拓跋珪是趁燕飛離開大軍時，坑殺四萬降兵。
燕飛與紀千千再次心靈互通，參合陂之戰後，燕飛決定返回邊荒集。燕飛南下途中，接收到安玉晴的召喚，故前往因三佩合一爆炸而產生的「天穴」，與安玉晴會面。安玉晴告之燕飛，她父親安世清得知三佩合一開啟仙門之事後，煉成「洞極丹」給安玉晴服食，希望她與燕飛能再開啟仙門。安玉晴亦告之燕飛，漠北秘族傾巢南下協助慕容垂，燕飛估計慕容垂在參合陂之戰慘敗後，打算一舉攻滅邊荒集，以斷絕拓跋珪在南方的支援。燕飛亦因此憶起與秘族女子萬俟明瑤一段傷痛的舊戀情。

### 第三十一卷 ～ 第三十八卷
- 第三次邊荒集之戰

為防慕容垂進攻，荒人積極備戰，以劉穆之為主發展經濟，以王鎮惡為主發展軍事。
秘族和慕容垂結盟，派高手向雨田潛入邊荒，欲刺殺高彥失敗，更被荒人發現其匿藏之處。向雨田卻成功擺脫荒人的圍捕，逃離邊荒，向雨田武功之高令荒人震驚。
司馬道子委任劉裕領軍對付天師軍，大江幫和振荊會派出多艘戰船和大批戰士幫助劉裕，這亦分薄了邊荒集的軍力。
荒人本想在北穎口建立據點，加強防守，卻被慕容垂先一步在北穎口建立據點，亦截斷了荒人與拓跋珪的聯繫。荒人派高彥往集外探索軍情，而高彥與剛來到邊荒的小白雁尹清雅，一同探知燕軍虛實。向雨田再潛入邊荒集欲刺殺高彥，荒人佈局欲將他擒殺，但再被向雨田悉破逃走，更得知高彥不在集內，往集外追殺高彥。高彥與尹清雅探知燕軍虛實後欲返回邊荒集時，高彥被向雨田所擒，但向雨田向趕到營救高彥的荒人提出，以容許他在不違反規舉下自由出入邊荒集，及安排他與燕飛決鬥，作為釋放高彥的兩個條件，荒人答應後向雨田放走高彥。荒人以高彥的情報及王鎮惡的策略大破燕軍，重奪北穎口，燕將宗政良、胡沛戰敗身亡。
- 南方形勢

燕飛來到建康，得到佛門的支遁告之魔門的源流，估計以前在秘族時認識的向雨田是魔門中人墨夷明之弟子。燕飛在挑戰孫恩前遭到魔門三高手圍攻，燕飛殺掉三人，並猜到李淑莊及陳公公是魔門中人，以及魔門已暗地支持桓玄。後燕飛與孫恩一戰不分勝負，但身受重傷，但得安玉晴幫助下傷勢好轉，再用計智退魔門譙奉先、陳公公和李淑莊三人。
向雨田與燕飛在「天穴」決鬥，兩人不分勝負。向雨田向燕飛說明他協助秘族的原因，是因當年秘族收留他的師父墨夷明，墨夷明師徒須向秘族還恩，另外可令修練者超脫生死的魔門經典《道心種魔大法》下卷在秘族的萬俟明瑤手上，她要求向雨田殺死燕飛，才交還《道心種魔大法》。向雨田見燕飛後，得知原來燕飛就是早年認識的拓跋漢，兩人更猜測燕飛是墨夷明的兒子，而萬俟明瑤對向雨田及燕飛因情生恨，故挑起兩人自相殘殺。向雨田與燕飛約定在邊荒集鐘樓再次決鬥，但卻想辦法是令決鬥不至有一方受害。魔門高手鬼影前來邊荒集以監視向雨田及燕飛是否真正作生死決鬥，後來被兩人設局殺掉。燕飛在運送黃金到邊荒集時，與向雨田決戰時裝死，使萬俟明瑤心灰已冷，下令秘人退出戰爭，亦將《道心種魔大法》下卷交還向雨田。
謝琰領北府兵佯攻吳興，真正目標是吳郡。徐道覆以滬瀆壘為秘密基地，放棄吳郡、嘉興和海鹽，誘敵深入攻擊會稽和上虞，再裡應外合重奪吳郡和嘉興，截斷謝琰軍糧道，逼謝琰在會稽決戰。劉牢之退返廣陵。
劉裕終於獲得半邊虎符和任命狀，准許帶軍。劉牢之把與劉裕關係密切的人加以打壓，兩人決裂。劉裕率軍到海鹽，途中屠奉三船隊遭到天師軍襲擊，讓劉裕等知道天師軍在附近有秘密基地，並在接管海鹽後大破滬瀆壘。江文清、陰奇離開邊荒集，與劉裕會合。大批敗軍退返海鹽，幸劉裕得到孔靖和南方佛門的糧資支持。
徐道覆於會稽大破謝琰軍，謝琰身亡。
乾歸死後，其妻譙嫩玉成為桓玄之秘密情人，桓玄與譙嫩玉父譙縱關係更進一步，亦得到劉牢之支持。任青媞密會聶天還，提醒他桓玄得譙縱支持後，兩湖幫的利用價值大減，桓玄甚至視聶天還為威脅，會在攻打建康前對付他。桓玄約聶天還會面，聶天還認為是桓玄向他攤牌，先命尹清雅前往邊荒集作人質，實希望她得荒人保護，另命郝長亨返回兩湖。
桓玄軍撤離江陵，在宜都集結兵力，擺出攻打江陵殷仲堪的姿態，引誘殷仲堪向杨佺期求援。
- 北方形勢

拓跋珪收復平城、雁門，並受燕飛、楚無暇影響，開始沉迷丹藥之道。
拓跋珪得到彌勒教佛藏，準備送五車黃金到邊荒去，卻被萬俟明瑤率領大批秘族戰士突襲，幸在崔宏、楚無暇和長孫道生的保護下仍保得著五車黃金。大批拓跋軍死傷。
為了對付來去無縱的秘人，拓跋珪決定讓秘人燒掉放在平城、雁門的假糧倉，讓秘人以為拓跋珪必須向邊荒集買糧，從而引誘他們來攻。
慕容垂煽動赫連勃勃乘拓跋珪兵力轉移到長城內時﹐突襲盛樂。拓跋珪裝作搜捕秘人，令他們收斂，再潛行至盛樂，大舉擊破赫連勃勃軍，殺波哈瑪斯。

### 第三十九卷 ～ 第四十五卷
- 南方形勢

聶天還在與桓玄會面時被下屬馬軍和周紹出賣，最終被桓玄和譙縱所殺，而郝長亨返回兩湖途中亦中伏身亡。在邊荒集的尹清雅得悉聶郝二人死訊後，得高彥及其他荒人協助，接手統率兩湖幫，並化整為零，靜待機會向桓玄報復。桓玄殺死聶天還後，利用兩湖幫部份戰船攻擊杨佺期和殷仲堪，兩人先後敗亡。桓玄向建康朝廷獻上杨佺期、殷仲堪、聶天還及郝長亨四人人頭，稱自己討逆有功，要求司馬道子封他為大司馬。司馬道子先下手為強，派司馬元顯、劉牢之和司馬尚之攻打桓玄。劉牢之卻不聽指示，領北府兵留守廣陵，希望兩虎相爭後可漁人得利。
劉裕攻克滬瀆壘，奪得大量糧資。劉裕計劃接收謝琰敗軍，先到會稽向謝琰副將朱序商討撤軍之計，朱序欣然將兵權交予劉裕。江文清於餘姚牽制天師軍水師，劉裕在天師軍不斷騷擾下安然把會稽和上虞的大軍撤往海鹽。同時徐道覆乘劉裕離開而大舉進攻海鹽，卻被老手所率領的海軍截擊大敗，劉毅追擊徐道覆敗軍，天師軍死傷慘重。另外劉裕命蒯恩襲陷嘉興，隨即孤立在吳郡的天師軍。天師軍火燒吳郡，撤出義興，使劉裕糧資方面更感吃力。
燕飛挑戰孫恩，合力打開仙門，孫恩破碎虛空離去。劉裕軍對外宣稱孫恩已死，天師軍大受打擊。
劉裕重奪嘉興和吳郡兩城，得邊荒集方面相助，解決糧資問題。劉穆之到前線幫助劉裕軍，劉裕以朱序為名義上的主帥，蒯恩掌實權對付天師軍，而自己則親往廣陵說服了何無忌，取得他支持，亦得知一向支持自己的孫無終被魔門在北府兵的內鬼所殺。劉裕與劉牢之會面，故意激怒他，令他在失掉在軍中僅餘的威信。劉牢之一怒之下下令劉裕立即離開廣陵，劉裕則帶同支持自己的軍隊潛往京口，策動兵變，這時恰巧魔門把支持劉牢之的將領刺殺，反而令兵變順利成功。燕飛與孫恩最後決鬥後來到廣陵協助劉裕，得知高素和應剛明是魔門在北府兵的內鬼，將二人殺掉。劉牢之在劉裕兵變後自盡。
桓玄大破司馬尚之軍，攻陷歷陽，進駐溧州。石頭城將領王愉背叛司馬道子，桓玄順勢攻陷建康，司馬元顯、司馬道子先後被殺。桓玄稱王，逐晉帝司馬德宗於皇城外。
魔門計劃刺殺支遁，被安玉晴、燕飛破壞。
兩湖幫在巴陵刺殺叛將馬軍，另一巴陵叛將周紹向江陵的桓修救援被拒，周紹撤離巴陵，兩湖幫重奪巴陵。
桓玄攻破建康後封鎖大江，卻給老手硬闖封鎖線到兩湖去，其後又給北府軍水師突破封鎖線，讓毛修之直到巴蜀地區。毛修之先取巴郡、巴東郡和巴西郡三城，再東下奪白帝城，兵脅江陵。諸葛長民發動兵變，奪取歷陽。
桓玄軍奪取廣陵，派桓弘駐守，北府兵退守京口。劉裕計劃趁桓玄軍運糧草往廣陵後才反攻，把城池及糧草一併奪取。劉裕混進廣陵，殺桓弘，再於桓玄援軍抵廣陵前再裡應外合重奪廣陵，亦奪得廣陵大量糧草，解決北府兵補給問題。
屠奉三、燕飛、任青媞來到建康，認為魔門的李淑莊利用自己在建康高門大族的影響力，令桓玄得到高門大族支持，故三人計劃將她除去，並決定由屠奉三化身為煉丹道人，利用任青媞手上的新丹藥配方賣給李淑莊，令李淑莊服用有毒丹藥而亡，豈料屠奉三與李淑莊接觸時，竟為她動了真情。燕飛在追蹤李淑莊時遇上魔門聖君慕清流，二人惺惺相惜。燕飛勸慕清流不應繼續支持桓玄，並指桓玄不是劉裕對手。慕清流雖表示他亦對桓玄失望，但認為桓玄仍處於上風。燕飛與慕清流打賭，若建康於十日內收到巴陵及廣陵被劉裕軍攻佔的消息，魔門須撤走對桓玄的支持，結果不到十日，巴陵及廣陵落入劉裕軍手中的消息傳到建康，慕清流履行賭約命魔門撤走對桓玄的支持。
李淑莊情歸屠奉三，並決定脫離魔門。宋悲風返嶺南養老。
桓玄登帝，把軍隊駐於覆舟山保護建康，另派江乘軍兵襲京口。劉裕率二千精騎突襲離城的江乘軍，又以戰船載兵，向敵人猛攻，殺江乘武將吳甫之和黃甫敷。劉裕軍奪江乘，立即兵襲覆舟山的桓謙軍。桓謙戰死，桓玄逃離建康，返回江陵。劉裕兵佔建康，封為八州軍事。由於有任青媞作高門中的內應，劉裕亦知曉了高門中和軍中所有不服他的人和事，並能作出部署。劉裕派以劉毅為首的大軍追擊桓玄。
另一方面，徐道覆以為北府軍由朱序執掌，以致決策錯誤，被蒯恩統領的北府兵大敗，徐道覆戰死，天師軍逐漸瓦解。
桓玄兵守湓口，卻被兩湖幫突襲其運糧船，湓口缺糧。湓口的敵人企圖偷襲桑落州，反被劉裕軍和兩湖幫戰船截擊，並乘勢攻克湓口，佔領尋陽。毛修之、劉毅和兩湖幫三軍圍攻江陵。
桓玄獲得荊州高門支持，暫時重振聲威，卻被劉裕軍散播桓玄殺死其長兄桓沖的消息。軍心不穩，支持桓玄的荊州高門胡藩經劉裕親自游說決定歸順劉裕。
桓玄不顧其他部屬勸阻，領軍離開江陵偷襲尋陽，被劉裕軍於崢嶸洲伏擊。桓玄大敗，逃到枚回洲後，被部下馮該出賣，令桓玄被劉裕所截，劉裕最後單挑桓玄，將桓玄打敗擊殺。
- 北方形勢

慕容垂決定全力討伐拓跋珪，冒雪行軍，從滎陽潛抵太行山之東的五回山，與來自龍城由其子慕容隆率領的龍城軍團會合，越青嶺、過天門、開鑿山路、打通太行山原居民的鳥道。荒人在劉裕擊退桓玄收復建康後，組軍北上與拓跋珪夾攻慕容垂。慕容垂明白荒人是決定勝負閞鍵，故分兵直抵太行山西南的霧鄉，由慕容隆指揮，準備伏擊荒人部隊；而主力大軍則由他親自督師，潛往拓跋珪東面的獵嶺，待荒人被擊潰，立即全力猛攻平城。由於燕飛與在慕容垂軍中的紀千千能心靈互通，燕飛曉得慕容垂的行軍及部署，並告之拓跋珪。拓跋珪找來向雨田協助，向雨田與燕飛一同成為拓跋珪的探子。拓跋珪佈兵於日出原的月丘。
慕容隆大軍離開霧鄉準備突襲荒軍時，荒軍高手團攀山大破霧鄉守軍，另一方面慕容隆錯估形勢，被意料之外的拓跋軍及預先抵達崔家堡的荒軍截擊，大敗而退返霧鄉，卻途中遇上霧鄉退軍，隨即軍心大亂，被荒軍一攻即破。
慕容垂發現拓跋珪佈兵月丘，知道自己的部署已被敵人知悉，猜到突擊荒人的龍城軍團已經兵敗。慕容垂決定在龍城軍團兵敗的消息傳來前從獵嶺突擊月丘拓跋軍，但失敗而回。慕容垂移兵至日出原。燕飛和向雨田為迫慕容垂與燕飛決鬥及交出紀千千主僕，突襲獵嶺燒去燕軍糧倉，令燕軍處於糧草將盡的困境。
慕容垂本希望當荒軍兵抵日出原時，以紀千千威脅荒軍，甚至當場殺死紀千千，令荒軍失控瘋狂來攻，因而令拓跋軍失去荒人支援。但向雨田早料到慕容垂有此一箸，命所有荒軍突襲軍都關，一來斷去慕容垂最後退路，二來令抵達日出原的全是拓跋族軍隊，慕容垂無法利用紀千千作威脅。
拓跋珪答應燕飛要求，讓燕飛一對一單挑慕容垂，若燕飛勝出慕容垂須送還紀千千；若慕容垂勝出，拓跋珪不但送足夠糧草予燕軍，便終生不踏入長城半步。慕容垂見並無其他選擇，答應與燕飛單挑決鬥。燕飛最後打敗慕容垂，但慕容垂被打敗後違反承諾企圖殺害紀千千，最後失敗。燕飛成功救出紀千千。

### 後記
劉裕擊殺桓玄後，在南方獨攬大權。慕容垂被燕飛打敗後，被拓跋珪追擊，慕容垂連夜撤軍，卻在返回大燕首都中山前傷重死亡，自此大燕國開始衰落，被拓跋珪取而代之。後來逐漸成為南方劉裕和北方拓跋珪對峙的局面。
燕飛救出紀千千後，二人與一眾荒人返回邊荒集。三年後，燕飛與紀千千、安玉晴「破碎虛空」而去。邊荒集此後二十年更加繁榮，但隨箸荒人相繼老死，而劉裕和拓跋珪南北對峙局面漸成，荒邊集漸漸衰落。
邊荒傳說全書以義熙十二年八月，劉裕北伐途經邊荒集，有所感觸而完結。

## 出場角色

### 邊荒集
- 「荒劍」燕飛

本名拓跋漢，生父是漢人墨夷明，母親是拓跋鮮卑人拓跋燕，為拓跋珪的好兄弟。為報母仇於長安花街刺殺慕容文，旋即因失戀於萬俟明瑤而流浪到邊荒集。
淝水之戰後因丹劫奇緣重返邊荒集，成為天下第一劍手，斬殺竺法慶，使彌勒教煙消雲散，與孫恩四度交手，並且得窺天道。
武器是為長劍「蝶戀花」，戀人為紀千千，紅顏知己為安玉晴，先後和劉裕及向雨田成為生死之交。最後擊敗慕容垂奪回紀千千，並於三年後與紀千千、安玉晴同登仙門。
由拓跋鮮卑族的母親拓跋燕撫養長大，生父是魔门邪极宗主墨夷明，是名魔門高手，曾在燕飛和拓跋珪被柔然人追殺時，出手救他們一命，並且引兩人至秘族所在的綠洲去，及後再沒有見過燕飛，使燕飛對其很陌生。
後來部族遭到長安慕容文襲擊，母親因而身亡，燕飛痛失至親，遠赴長安報仇。
在長安燕飛與秘女萬俟明瑤相戀，後來始知萬俟明瑤只是逢場作戲，使燕飛心灰意冷，不顧一切刺殺慕容文。
成功刺殺後，燕飛流落至邊荒集，為東大街第一樓老闆龐義作保鑣，平時最愛名釀雪澗香。
後來前秦苻堅大舉南征，淝水之戰爆發，邊荒集被前秦強制徵用，燕飛結識身負軍事重任的劉裕，協助其完成任務，並且逃離邊荒集。
燕飛巧從太乙教榮智獲得一粒丹藥「丹劫」，在不慎被逍遙教任青媞廢了武功後，意外服食丹劫，竟達到百日胎息的境界，並且結下金丹，最後不僅武功盡復，且更勝從前。
燕飛在幫助「丹王」安世清化解水毒後，自身體內陰陽兼具，武功更有突破。
淝水之戰結束後，邊荒集重回荒人之手。
燕飛護送秦淮第一名妓紀千千到邊荒集，兩人在邊荒集熱戀。
後邊荒集遭到北方慕容垂與南方天師軍聯手攻破，紀千千主婢被慕容垂強擄回北方，燕飛因與紀千千能心靈相通，遂與荒人及兄弟拓跋珪策畫擊敗慕容垂，奪回千千主婢。
在目睹天地心三佩合璧而開啟仙門的現象後，領悟到人生之外尚有天地。
燕飛不僅因此創出仙門劍訣，最後分別替情人紀千千、安玉晴築基，在擊退慕容垂三年後，三人一同破碎虛空。
有評論認為名字來自唐朝詩人劉禹錫名詩《烏衣巷》中「舊時王謝堂前燕，飛入尋常百姓家」
- 紀千千

謝安的乾女兒，為秦准樓的名妓，賣藝不賣身，曾與徐道覆相戀。
淝水戰後隨燕飛、劉裕和高彥到了邊荒集，和燕飛相戀，後更領導邊荒聯軍反抗孫恩和慕容垂大軍夾擊，邊荒集第一次失陷後，成為慕容垂的俘虜，由於能與燕飛作精神溝通，於拓跋珪與慕容垂之戰中，負起刺探軍情的重要作用。
- 「風媒」高彥

邊荒集的首席情報探子「風媒」，擅長打探情報，為人風流快活，和燕飛，劉裕成為好友，與「小白雁」尹清雅相戀。
- 龐義

東大街食店第一樓主廚，暗戀小詩，擅長建築木工，釀製的雪澗香為天下第一名酒。千千主婢回到邊荒集後，娶小詩為妻。
- 小詩

是紀千千的小婢，兩人親如姐妹，起初暗戀高彥，最後嫁給龐義，成為第一樓的老闆娘。
- 「邊荒名士」卓狂生

綽號「邊荒名士」，邊荒集夜窩族創始人，說書高手。原本是逍遙教在邊荒集的臥底，後因逍遙教解散而真正成為荒人，是邊荒集鐘樓會議的領導人。
- 屠奉三

荊州振荊會之主，原為桓玄派往邊荒集的人，為人心恨手辣，最後和桓玄反目成仇，更協助劉裕登上帝位。
- 陰奇

屠奉三心腹之一，擅於水戰，多次與江文清並肩作戰。
- 慕容戰

邊荒集北騎聯當家，擅於馬戰，於邊荒集北穎口之戰擔任主帥，鍾情柔然族公主朔千黛。
- 拓跋儀

歷史人物，邊荒集飛馬會當家，擅於馬戰，為拓跋珪於邊荒集爭奪利益的將領，與參加邊荒遊的香素君相戀。
- 祝天雲

邊荒集漢幫當家，於淝水之戰後勢力大增，意圖獨霸邊荒集，被彌勒教放於漢幫作奸細的胡沛刺殺。
- 呼雷方

邊荒集羌幫當家，曾於姚興領軍入侵邊荒集時，為民族利益出賣荒人，但仍然心繫荒人，最後重返邊荒集。
- 姚猛

邊荒集夜窩族首領，與高彥、卓狂生最為友好，為邊荒集衰落後最後一個離開的元老。
- 方鴻生

因花妖一事來到邊荒集，由於鼻子出奇靈敏且擅於搜索，多次參與邊荒集作戰。

### 佛道
- 道門

- 「丹王」安世清

精於丹道，有「丹王」之稱，與孫恩、江凌虛等為同門師兄弟，因中丹毒性情大變，獲燕飛化去丹毒後回復「丹王」本色。
- 安玉晴

「丹王」安世清的女兒，超然脫俗，後來成為燕飛的紅顏知己，一同共赴仙門。
- 佛門

- 支遁

佛門中人，與謝家關係良好，劉裕討伐天師道時，得他相助解決北府兵糧草問題。

### 魔門兩派六道
- 「邪帝」向雨田

燕飛父亲墨夷明的得意弟子，「邪極宗」傳人，修練「道心種魔大法」，身具魔種。
因替墨夷明償還欠秘族的債，受情人萬俟明瑤所脅，往邊荒集刺殺燕飛，最後兩人化敵為友，一同勘破生死之秘。
於戰爭時安排荒人攻守布局，替燕飛謀策甚多。
在前作《大唐雙龍傳》（雖然發生年代在《邊荒傳說》之後，但成書比《邊荒傳說》早）曾提及他晚年曾收下四個自私自利的徒弟，並因修練道心種魔大法走火入魔而亡，但在《邊荒傳說》中卻提到他修練成功。
- 墨夷明

魔門上一代最出類拔萃的高手，曾協助冉閔，因而被當時效力前燕的慕容垂派人追殺，經風娘協助下躲到秘族，是向雨田的師傅和燕飛的生父，最後因練功走火入魔，含恨而終。
- 「魔門聖君」慕清流

「花間派」傳人，是魔門最高領導人，修練「花間心法」。助桓玄得帝位，後輸於與燕飛的賭約，洒然率領魔門退出桓玄與劉裕之爭。
- 李淑莊

「補天閣」宗主，建康清談女王，實則為魔門的內應，後與屠奉三相戀，為退出魔門，將補天閣武功典籍交予慕清流，間接導致花間補天心法重歸於一。
- 衛娥

「陰癸派」宗主，搏殺燕飛時死於小三合，伏屍邊荒。
- 哈遠公

魔門高手之一，和衛娥、屈星甫聯手伏殺燕飛失敗，伏屍邊荒。
- 屈星甫

魔門高手之一，和衛娥、哈遠公聯手伏殺燕飛失敗，伏屍邊荒。
- 譙縱

歷史人物，出身巴蜀譙家，魔門中人，本名連時應。乃魔門繼墨夷明後最傑出人位。
在魔門中地位猶在彌勒教主竺法慶之上。
推翻毛家成為巴蜀之主，為魔門控制桓玄的主力。
- 譙嫩玉

出身巴蜀譙家，魔門中人，乾歸之妻，乾歸死後，成為桓玄的寵妾，是魔門中控制桓玄的一著棋子。
- 鬼影

刑遁術唯一傳人，狂熱的魔門信徒，對魔門忠心耿耿，在魔門中出名謹慎和有耐性，從不以真面目示人，連向雨田都只能憑眼神認出其人，他和墨夷明頗有交情。
奉命監視燕飛和向雨田之戰，因向雨田知悉他的武功破綻，被兩人計算殺害。《日月當空》中胖公公提到，刑遁術因他之死而失傳。
- 高素

北府兵將領，乃是魔門的內應，被燕飛識破身份後殺死。
- 應剛明

魔門安排在北府兵中主持計畫的人物，被燕飛識破身份後殺死。
- 陳公公

魔門安插在司馬道子身邊的內應，武功十分高強。

### 北府兵
- 劉裕

歷史人物，東晉北府軍的下級軍官，機智冷靜，在淝水之戰立下大功，被謝玄指定為繼承人。
謝玄逝世後，因其繼承人身分而受到各方勢力打壓，靠助邊荒集的力量在亂世夾縫中逐漸嶄露頭角，最後平定孫恩之亂，滅桓楚，成為南方最有權勢的人。
心中最心愛之人為王淡真，另與謝鐘秀、江文清均譜出戀曲，任青缇最後亦為其秘密情人。
- 劉牢之

歷史人物，謝玄在北府兵中的頭號猛將。
謝玄死後成為大統領，為人反覆不定，先後與桓玄、司馬道子結盟，弒王恭導致王恭之女王淡真自殺身亡，與劉裕結下深仇，最後在劉裕發動兵變後眾叛親離，自殺身亡。
- 何謙

歷史人物，北府兵中的猛將，謝玄死後與劉牢之爭奪大統領之位，欲投靠司馬道子而被王國寶襲殺。
- 何無忌

歷史人物，劉牢之之甥，崇拜謝玄而跟隨劉裕。
- 胡彬

歷史人物，壽陽守將，因為劉裕曾救其性命而結為好友。
- 劉毅

歷史人物，出身寒門，但因寫得一手好字與謝琰及謝混交好，打進高門。於孫恩之亂走投無路而投靠劉裕，於征桓楚時被任命為主帥，但心中始終不服劉裕。
- 孫無終

歷史人物，是劉牢之的副參軍，劉裕最初加入北府兵時的上司，被魔門放於北府兵的內奸所殺。
- 老手

北府兵的操舟高手，跟隨劉裕擊破海盜焦烈武，是劉裕的水戰頭號猛將。
- 朱序

歷史人物，原是襄陽守將，後兵敗被俘，得符堅重用。但被劉裕策反，在淝水之戰中出賣苻堅，大戰後重回北府軍。
徐道覆在南方起義時，在謝琰敗亡後擔任名義統帥。
- 蒯恩

歷史人物，兩年前到江陵闖天下，開罪了當地幫會人物，被侯亮生無意救下，從此跟隨侯亮生。因侯亮生誤會任青媞向桓玄洩露他暗中和屠奉三來往，死前囑咐蒯恩到邊荒集投靠屠奉三，亦因此希望殺死任青媞以為侯亮生報仇。後被劉裕安排到北府軍。

### 前秦
- 苻堅

歷史人物，前秦君主，淝水之戰敗於謝玄之手。
- 苻融

歷史人物，苻堅之弟，淝水之戰中被謝玄射殺。
- 乞伏國仁

歷史人物，苻堅部下。
- 沮渠蒙遜

歷史人物，苻堅部下。
- 呂光

歷史人物，苻堅部下。
- 禿髮烏孤

歷史人物，苻堅部下。
- 鮮卑拓跋氏

- 拓跋珪

歷史人物，拓跋鮮卑王族的人，自從代國被氐秦亡後，便矢志復仇，以統一鮮卑各族。
- 崔宏

歷史人物，出身北方望族清河崔氏，崔家堡堡主。高瞻遠矚，有濟世救民之心，跟隨拓跋珪，是拓跋珪最倚賴的謀士。

### 後燕鮮卑慕容氏
- 「北霸」慕容垂

歷史人物，北方第一高手，外號「北霸」，武器為「北霸槍」，被譽為天下第一兵法大家。
於淝水之戰後成為北方最大勢力，攻下邊荒集後擄走紀千千和小詩，和荒人誓不兩立，最後於日出原決戰中敗於燕飛小三合之下，欲毀諾格殺紀千千及其婢小詩，反被紀千千擊退，後再被拓跋珪及邊荒聯軍追擊，因內傷併發，於軍中病死。
- 慕容寶

歷史人物，慕容垂之子。中拓拔珪之計，於參合陂大敗。
- 風娘

慕容垂屬下，負責監視紀千千主婢。曾奉王猛之命追殺墨夷明，但在追殺過程中卻愛上了他，因此助他逃避追殺，在追殺途中因慕容垂放過她們而協助慕容垂。

### 東晉司馬氏
- 司馬曜

歷史人物，東晉皇帝，沉迷酒色不理政事，因司馬道子進獻彌勒教楚無瑕以取代曼妙夫人，逼使任青媞殺掉他。
- 「琅玡王」司馬道子

歷史人物，是皇帝司馬曜的親弟，人稱「琅玡王」，在「九品高手」榜中名列第三，武器是名劍「忘言」。
桓玄攻陷建康後逃走，被陳公公出賣帶到桓玄面前，目睹兒子被殺後自刎而亡。
- 司馬元顯

歷史人物，是司馬道子的兒子。
是建康七公子之首，自恃劍術得司馬道子真傳，家世顯赫，在建康結黨營私，橫行霸道，人人畏懼。
但自從被燕飛等人綁架後，性情大有改善，聰穎積極，在石頭城率軍抵抗桓玄侵略，因軍心渙散，被譙奉先活捉，最後在司馬道子面前被桓玄斬首而亡。
- 王國寶

歷史人物，是王坦之的兒子，謝安的女婿，劍法高明，一向和謝安等人不和，投靠司馬道子。
最後被司馬道子設計而亡。

### 陳郡謝氏
- 謝安

歷史人物，千古第一風流人物，淝水之戰的第一功臣。
為人風流灑脫，處變不驚，是東晉的中書監。
- 「九品名劍」謝玄

歷史人物，為謝安的姪子，在「九品高手」榜中名列第一，武器是「九韶定音劍」，是領導北府兵於淝水大破苻堅百萬軍的一代明帥。淝水之戰後與慕容垂決戰受傷，壓下內傷從任遙手上救回燕飛，以致傷上加傷，英年早逝。
- 宋悲風

謝府家將團中的第一高手，劍法不在九品高手之下，在謝安隱居東山時便開始跟隨謝安，後來貼身保護劉裕。
最後攜婢女小琦退隱嶺南，極有可能是《大唐雙龍傳》宋閥之祖。
- 謝道韞

歷史人物，謝安的姪女，謝玄的姊姊，是謝家最受外人推崇的才女。
是著名書法家王羲之的兒子王凝之的妻子，和燕飛的母親有極其相似的氣質。
- 謝鍾秀

為謝玄的女兒，後和劉裕相戀，因好友王淡真之死而自責過甚，終至病逝。
- 謝琰

歷史人物，謝安次子，為人高傲自負，恃著世家的尊貴身分，看不起寒人。司馬道子為分化北府兵而提拔他當北府兵的大統領。天師軍起義時與劉窂之領兵征討，在會稽之戰中中徐道覆誘敵深入之計，被徐道覆頭號大將當場斬殺，兩名兒子謝肇和謝峻亦同時遇害。
- 謝娉婷

謝安之女，嫁予王國寶，因不滿王國寶，返回謝家。

### 荊州桓氏
- 桓沖

歷史人物，名將桓溫之子，與桓玄是同父異母的兄弟（正史中桓沖為桓溫之弟，桓玄之叔），鎮守襄陽。服下桓玄由匡士謀獻上之藥後毒發身亡。
- 桓玄

歷史人物，名將桓溫之子，與桓沖是同父異母的兄弟（正史為桓沖之侄），封為南郡公。
名列「內九品高手」榜第二，不服謝玄為「內九品高手」榜第一，而在前秦南侵時他只能在荊州城內困守。
武器是名刀「斷玉寒」，為人野心勃勃，不擇手段，只視手下為棋子，並多次出賣手下盟友（如兩湖幫的聶天還和郝長亨）。
後一度攻陷建康稱帝，最後被劉裕所滅。
- 匡士謀

桓玄手下謀士，獻上能讓桓沖沒法抑制因中前秦毒矢而遺留在體內餘毒的藥，被桓玄殺人滅口。
- 侯亮生

桓玄手下謀士，因不齒桓玄所為，暗中與屠奉三交往。後因任青媞秘密會見桓玄，誤以為任青媞向桓玄洩密，為免被桓玄報復，命令手下離開後服毒自盡。
- 王淡真

王恭之女，與劉裕相戀曾一度計畫私奔，因謝玄阻撓而了結。
後被桓玄強納為妾，為家族不願隨劉裕逃走，得知父親身亡後，服毒自盡，為劉裕心中永遠的痛。

### 大江幫
- 江海流

大江幫幫主，名列九品高手榜中名列第三，武器是「亡命槍」，後為聶天還所殺。
- 江文清

是江海流的獨生女，也是巴蜀清淨尼的關門弟子，曾化身男子宋孟齊進入邊荒集，後與劉裕相戀，並與之育有一子。
- 直破天

大江幫幫主江海流旗下大將，為三天王之首，使獨腳銅人，增援邊荒集之戰時被慕容垂射殺。
註:與較黃易早期的作品覆雨翻雲中「幻矛」直破天同名
- 「賭仙」程蒼古

大江幫幫主江海流好友，綽號「賭仙」。
江海流被殺後，成為邊荒集的一份子，專責醫療後勤。

### 兩湖幫
- 「刀魔」向在山

上任兩湖幫幫主，被當時二十三歲的謝玄擊殺，謝玄更因此戰躍升「九品高手」上上品。
- 聶天還

兩湖幫幫主，陰豪沉穩又鐵漢柔情，白手起家成為地方豪強，疼愛愛徒尹清雅，後被隨侍出賣為桓玄所殺。
- 郝長亨

是名震兩湖的人物，驍勇善戰，是兩湖幫的第二號人物，後為桓玄所擒殺。
- 尹清雅

是聶天還的得意弟子，人稱「小白雁」，擅輕功，後和高彥相戀。

### 天師道
- 「天師」孫恩

歷史人物，是南方天師道的教主，被喻為為南方第一人。
道家第一人闲云的徒弟，同门师兄弟包括「丹王」安世清和太乙教教主江凌虚。徒弟徐道覆和卢循。　　
平生劲敌是「大活弥勒」竺法庆，竺法庆虽为佛门外道，至乎被视为邪魔奸孽，可是其「十住大乘功」，却是源自佛门正宗，再加男女采补之术，实是佛门心法的另类异彩。道佛之争，自汉代以来从没有平息过，他和竺法庆分别是代表道门和佛门最顶尖儿的人物，他们的决战，已是命运注定了的。　
曾图谋击杀「九品高手」之首谢玄，因见燕飞与北府军刘裕随行而放弃。　　
在一度攻陷边荒时，曾经击杀逍遥教教主任遥，在进攻边荒时，在集中击杀夏侯亭和颜闯，当真是万军中取上将首级如同探囊取物。
天地心三佩合一時，與燕飛共同瞭解到仙門的秘密，後三佩大爆炸受重傷離開。
最後练成「黄天无极」的他，在燕飞的协助下破空而去。
- 「妖侯」盧循

歷史人物，人稱「妖侯」，是孫恩的大第子，心狠手辣。因天師和燕飛決戰後「消失」，在建康城外等候燕飛三天三夜以追求真相。從燕飛中得悉仙門之秘，勤練黃天大法，但死前卻未能修練「黃天無極」。死前留下手抄秘卷，記述生平和修練黃天大法的歷程，以傳予繼任的掌門。
《日月當空》中席遙為其轉世。
- 「妖帥」徐道覆

歷史人物，人稱「妖帥」，是孫恩的二弟子，樣貌俊美，以獵取女性芳心為樂，愛上紀千千而不得，最終戰死沙場。

### 逍遙教
- 「逍遥帝君」任遙

逍遙教教主，曹魏王室後裔。其佩劍名「御龍」
後為孫恩所殺。
- 「逍遥帝后」任青缇

是任遙的親妹，曼妙夫人的堂妹，初扮成安玉晴，向燕飛和劉裕騙取了太平寶玉上的地圖，最後更用毒招廢去燕飛的武功。
最後和燕飛等化敵為友，成為劉裕的秘密情人。
- 曼妙夫人

任遙的愛妃，任青缇的堂姐，被派遣去迷惑司馬曜，後殺死司馬曜，但逃走時被楚無暇所殺。

### 彌勒教
出身魔門的竺法慶以弥勒教倡始者的身份，在北方打出新佛出世的名義，更聲稱自己本人便是活弥勒，号召沙门信徒，倡说只有跟新佛走的人，才配称大乘，更不屑佛门十戒法，進而与尼惠晖结为夫妇，號稱破除淫戒。北方佛门高僧曾三度聯手圍剿，卻被竺法慶、尼惠晖跟竺不歸等人连手打敗，使竺法慶以此为借口，霸灭寺舍，屠戮僧尼，焚烧经典。
竺法慶不但本人智計非凡，更有化名譙縱的魔門高手連時應暗中幫助，完成蕩平北方佛門的事業，透過大批沙门和民众支持，並和政治勢力劃清界限，使苻坚也不敢輕言掃蕩。而竺法慶更用打破戒律為號召，吸引司马曜和司马道子信奉，試圖把彌勒教的勢力擴展至南方，派出竺雷音、竺不歸作為先行人員進入建康。
結果在謝玄搶先一步斬殺竺不歸後，竺法慶進軍南方的事業大為受挫，在追殺燕飛搶奪心佩時，竺法慶本人也中計失手，敗亡於燕飛劍下，使彌勒教中心思想頓時瓦解，在尼惠暉決心和燕飛聯手對付孫恩後，宣告解散彌勒教，而殘餘的部眾如四大金剛、竺雷音等人為爭奪竺法慶搜刮多年的財寶佛藏和楚無暇兵刃相向，反而中毒被殺，最後彌勒教只剩下依附北魏的楚無暇一人。
- 「大活彌勒」竺法慶

歷史人物，人稱「大活彌勒」，他自號大乘，與尼惠暉結為夫婦。
魔功高強，練成「十住大乘功」後盡滅太乙教，撃殺太乙教主江凌虛。
真實身份為魔門中人。
後為燕飛於決戰孤峰時所殺。
- 尼惠暉

歷史人物，武功高強，與竺法慶結為夫婦。
是孫恩、安世清師傅之女，告訴燕飛天地心三佩的秘密，因仙門開啟所產生的巨大能量而傷重身亡。
- 楚無暇

竺法慶之女，武功強橫，心狠手辣。
彌勒教滅亡後，得拓跋珪相救，成為拓跋珪的愛寵，拓跋珪因而接觸及沉迷五石散。

### 太乙教
- 江凌虛

太乙教教主，道家第一人闲云的徒弟，同门师兄弟包括「丹王」安世清和天师道教主孙恩。
為人好色，心狠手辣。
後為竺法慶所殺。

### 秘族
- 萬俟明瑤

秘族族主，原本是向雨田的情人，因為向雨田放棄愛情轉而玩弄男性感情，燕飛正是其中一人。
後明瑤率秘族應慕容垂之請騷擾拓跋族，出手殺死燕飛，卻因燕飛具有起死回生的本領而屈服，率領族人退出慕容垂與拓跋珪的鬥爭。

## 排行

### 九品高手
魏晉南北朝有著名的「九品中正制」，東晉武林中也有與之類似的「九品高手榜」。此「九品高手榜」並非是武林人士私自定的，而是經過了當朝名士的認可。所以此榜中大多是在社會上很有身份的，比如名士，或者是政治風雲人物。
- 謝玄 － 名列「九品高手」榜中排行第一，武器是「九韶定音劍」，曾在明日寺以「九韶定音劍」破「無邊環」，擊殺竺不歸。
- 桓玄 － 名列「九品高手」榜中排行第二，武器是名刀「斷玉寒」，後一度攻陷建康稱帝，被劉裕所滅。
- 司馬道子 － 名列「九品高手」榜中名列第三，武器是名劍「忘言」，最後自刎而亡。
- 江海流 － 名列「九品高手」榜中名列第四，武器是「亡命槍」，後為聶天還所殺。
- 王國寶 － 名列「九品高手」榜中名列第五，劍法高明，一向和謝安等人不和。最後被司馬道子設計而亡。
- 王式 － 名列「九品高手」榜中名列第六，被焦烈武親手搏殺。
- 司馬尚之 － 名列「九品高手」榜中名列第七。

### 外九品高手
不滿九品高手皆出自士族，由寒士對士族以外的高手另行比較的排行榜。
- 孫恩 － 名列「外九品高手」榜中排行第一，絕學是是「黃天大法」，天師道創始人，曾在擊殺任遙，三戰燕飛，最後破空而去。
- 聶天還 － 名列「外九品高手」榜中排行第二，武器是「天地明環」，兩湖幫幫主，後一度和桓玄合作消滅大江幫並殺死江海流，被桓玄聯合多名高手圍殺。
- 屠奉三 － 名列「外九品高手」榜中名列第三，振荊會之主，本為桓玄效力，後與劉裕聯合與桓玄為敵，在劉裕取得朝政大權後，和李淑莊一起退隱。
- 徐道覆 － 名列「外九品高手」榜中名列第四，孫恩次徒，擅長帶兵作戰，敗給劉裕後戰死。
- 盧循 － 名列「外九品高手」榜中名列第五，孫恩首徒，得到黃天大法的真傳，武功應往上提升，在天師道覆滅後隱遁。
- 宋悲风 － 名列「外九品高手」榜中名列第六，武器是「玄陽劍」，對劉裕幫助甚多，後往嶺南退隱。
- 郝长亨 － 名列「外九品高手」榜中名列第七，兩湖幫第二號人物，後為桓玄所擒殺。

## 故事隱喻
小說成書於香港主權移交後，因此邊荒集某程度上隱喻香港，如為刺激邊荒經濟，舉辦邊荒旅行團，比喻自由行（雖然成書時自由行政策仍未實行）等，故事結局中，隨著晉軍大舉北伐，令邊荒集失去原有地位，亦隱喻香港主權移交後漸漸失去中國和西方間的橋樑地位。

## 改編作品

### 漫畫
主編黃玉郎、美術主筆葉明發。故事講述，時值西晉年間，五胡入侵中原。氐秦之主苻堅在一統北方後，揮軍南下，與此同時，西晉王朝亦派出了中書令謝安之侄謝玄迎戰。而最先受到戰火波及的邊境，在被稱作邊荒集的地方，名為燕飛的男子與苻堅的猛將豪帥及禿髮烏狐正在展開一場惡鬥……

## 與歷史相異之處
- 赫連勃勃在公元381年出生，淝水之戰發生時他只有兩歲，沒可能如書中所述般參予淝水之戰及邊荒集運作。
- 桓沖是桓溫的弟弟，亦即桓玄的叔叔，而非如小說中所述是桓玄的哥哥，而桓沖亦死於淝水之戰之後一年，並非如小說所述死於淝水之戰前夕。
- 卷四慕容垂和謝玄決戰時，提到兩人年紀相若[9]，但實際上慕容垂生於公元326年，比生於343年的謝玄大十七歲。
- 慕容垂死於公元396年，而桓玄死於公元404年，因此同時敍述的南北局勢，其實並非同時發生。
- 盧循起兵發生在公元410年，而慕容垂死於公元396年，桓玄死於公元404年，因此盧循起兵發生時間應在小說完本後，而朱序也早於公元396年逝世，因此也沒能成為名義上領軍人物。
- 竺法慶和尼惠暉在北魏末年起義，小說眾多事件發生時他們仍未出生。
- 小說中不少戰事提到運用火藥，但火藥是在唐代發明，至宋代才在軍事上廣泛使用，小說背景的東晉末年，根本未有火藥。
- 書中的數個場景中出現了太師椅的擺設，然而太師椅最早見於宋代，東晉一代尚未出現。